# Mikael Alexandersson
Walter Mikael Alexandersson, född 6 juli 1952, är en svensk professor i pedagogik och professor i allmändidaktik. Under åren 2011–2016 var Alexandersson rektor vid Högskolan i Halmstad men har i huvudsak varit verksam vid Göteborgs universitet, bland annat som dekan för Utbildningsvetenskapliga fakulteten och chef för Centrum för utbildningsvetenskap och lärarforskning, CUL. Han har även varit professor i pedagogik vid  Luleå tekniska universitet.

## Biografi
Alexanderssons forskning har främst berört lärares yrkesverksamhet, den digitala teknikens etablering i skolan och politiska reformers påverkan på utbildningssektorn. Alexandersson har lett tio forskningsprojekt, publicerat drygt 160 skrifter och handlett 20 doktorander. Han har varit gästforskare i Australien, Hong Kong och Finland. Alexandersson har varit ordförande, expert, rådgivare eller sekreterare i åtskilliga svenska statliga utredningar och kommittéer gällande skolväsendet, högre utbildning och forskning. Som en del av det internationella arbetet kan nämnas uppdrag som ordförande i utvärderingar och utredningar om högre utbildning och forskning i främst Norge och Danmark. Under 2017–2020 ingick Alexandersson i den internationella expertkommittén Advisory Panel in Teacher Education, Nasjonalt Organ For Kvalitet i Utdanningen (NOKUT), Norge.

## Utmärkelser
- 2001 – Onwel Fellow Award, University of Hong Kong, Hongkong
- 2007 – Finalist i den svenska Nationalencyklopedins Kunskapspris
- 2007 – Fridtjuv Bergs stipendium för framstående forskning inom bildning- och utbildning
- 2015 – Hedersprofessor och hedersmedlem i akademistyrelsen vid Beijing Information Science & Technology University, Kina